# Yes Man
Yes Man (bra: Sim Senhor) é um longa-metragem norte-americano de 2008, realizado por Peyton Reed. O filme é uma adaptação de livro homónimo de Danny Wallace.

## Sinopse
O filme conta a história de Carl Allen (Jim Carrey), um homem cínico e ranzinza que diz "não" a tudo. Sempre que é convidado para algo por algum amigo, ele nega, geralmente inventando uma desculpa para não fazê-lo. Graças a isso, sua vida é certamente monótona e sem grandes emoções, mas devido a seu enorme orgulho, ele é incapaz de admitir a si mesmo e ás pessoas á sua volta, sempre querendo se mostrar superior e se negando a mudar de atitude, até que após uma discussão com seu melhor amigo Peter (Bradley Cooper), Carl se dá conta de que sua vida poderia ser mais satisfatória, o que o leva a se inscrever num programa de auto-ajuda com base num princípio simples: dizer "sim" a qualquer coisa.
No início, o poder do "sim" transforma a vida de Carl, lhe proporcionando novas e variadas experiências, além de lhe fazer ser um amigo melhor, lhe trazer mais amigos e relações mais satisfatórias, além uma melhor qualidade de vida, visto que se torna alguém notavelmente mais feliz e satisfeito. Apesar disso, Carl logo descobre que aceitar tudo que lhe é proposto pode gerar situações bastante inconvenientes.

## Personagens
- Carl Allen - Um homem simples, porém canastrão e individualista, que tem um trabalho a princípio medíocre num banco e não sabe dar valor aos bons amigos, negando toda e qualquer boa proposta até que é convidado por um amigo a integrar uma palestra motivacional, sendo motivado a dizer "sim" a tudo que lhe aparecer. Mesmo relutante, Carl aceita a proposta, porém ele começa a fazer isso automaticamente, ás vezes praticando boas ações, porém as vezes tendo seus inconvenientes.
- Alisson - Uma jovem motoqueira indie, que canta numa banda alternativa e tem uma vida bastante independente. Ela conhece Carl quando este está procurando por gasolina para abastecer seu carro, e este aceita ser levado de carona até seu carro com a gasolina em mãos, apenas para ser beijado no exato momento por ela. Mais tarde, ele a reencontra num show da banda dela e os dois começam a se conhecer melhor e logo iniciam um namoro vivendo intensamente, porém, vem a crise no namoro quando Carl hesita em aceitar a proposta dela em morar junto e vem à tona as consequências de outras propostas aceitas por ele.
- Peter - Melhor amigo de Carl, Peter está noivo de Lucy e enfrenta o dilema de sua noiva não gostar de seu melhor amigo. Ele tenta achar motivos pra ela gostar dele, mas não consegue, porque Carl não tem se mostrado um amigo que vale á pena. Após uma discussão entre os dois(Carl e Peter), Carl decide mudar sua vida e começa a aceitar as propostas do amigo, porém ele começa a passar dos limites, fazendo Peter começar a agir como seu advogado, respondendo á seus prejuízos.
- Nick - Outro amigo de Carl, ex-empregado do banco onde este trabalha que quer convencer seu ex-colega a mudar os rumos de sua vida. É Nick quem convida Carl para a palestra de auto-ajuda de Terrence Stamp.
- Norman - Chefe de trabalho de Carl, que sempre tenta uma aproximação com seu subordinado maior que simplesmente a profissional, tentando fazê-lo seu amigo. Norman vive convidando Carl para suas festas temáticas, uma vez que Norman é um Nerd de carteirinha e fã de séries de filmes como Harry Potter e 300. Carl de início reluta, mas depois marca presença em todas as festas que seu chefe Norm planeja.
- Rooney - Outro amigo de Carl que também é muito amigo de Peter, e igualmente a este, também discorda do modo de vida inicial de Carl e sua mania de dizer "não" á tudo.
- Lucy Burns - Noiva de Peter que não gosta de Carl e acha que a amizade deste com seu noivo não acrescenta em nada. Com o tempo, ela e Carl vão se entendendo á medida que ele se vê pronto a mudar de atitude.
- Terence - Coach e palestrante motivacional que em sua palestra acaba chamando Carl como voluntário e este é mobilizado a parar de dizer "não" e começar a dizer "sim" para as possibilidades. Terence é bastante duro e enfático para com Carl, querendo que este o faça crer que ele realmente vai mudar de atitude, o que de fato acontece. Mas quando as coisas saem do controle de Carl, ele tenta recorrer a Terence mais uma vez.
- Lee - Médico cirurgião que Carl conhece durante seu período dizendo "sim" para tudo e todos. Lee logo fica amigo dos outros amigos de Carl, principalmente de Rooney, sendo quem o atende após sofrer um acidente depois que as coisas perdem controle. Encorajado por Carl, Lee compra uma moto Ducati que é usada pelo próprio Carl mais tarde.
- Tillie - Vizinha idosa de Carl, aparentemente viúva, que é bastante assanhada e adora tentar assediá-lo, geralmente pedindo favores a ele e oferecendo carícias em forma de pagamento, ao que Carl vive negando. Apesar de investir fortemente em Carl, ela demonstra ter queda por homens mais novos em geral.
- Stephanie - Ex-mulher de Carl que o trocou por outro homem, assim o traumatizando, mas ainda nutre sentimentos por ele, visto que vive tentando frequentar os mesmos ambientes e chamar sua atenção.
- Janet - Boleira idosa que prepara bolos com base no rosto de famosos. Inicialmente Carl costuma dizer "não" a suas vendas, mas depois começa a dizer "sim", comprando seus bolos e os experimentando, assim aprovando e passando o nome dela adiante a todos que conhece.
- Wes - Diretor financeiro do banco onde Carl e Norman trabalham, muito reconhecido e respeitado no mercado de trabalho. Em certo ponto do filme, reconhecendo o tamanho esforço de Carl e a evolução deste no banco, resolve promovê-lo, mas acaba tendo que demitir Norman, num processo de corte de funcionários, pedindo a Carl para que dê a notícia a seu agora ex-chefe, visto que os dois são próximos.
- Soo-Mi - Mulher coreana tipicamente nerd que trabalha numa loja de enxoval para noivas que Carl arranja para ajudar Lucy em seu chá de panela. Depressiva, Soo-Mi lamenta ver muitas noivas indo e vindo na loja enquanto ela continua solteira, sem nenhum pretendente. Graças a isso, ela costuma tratar com má vontade os clientes. Como Carl aprendeu a falar coreano, ele consegue desvendar o problema de Soo-Mi e resolve acolhê-la. Mais tarde, na festa de noivado surpresa de Peter e Lucy, organizada pelo próprio Carl, ele apresenta Soo-Mi a Norman, que também está arrasado por ter recentemente perdido o emprego, ao que os dois parecem bem entrosados e logo iniciam um relacionamento.
- Reggie - Rapaz aparentemente afeminado que faz parte do grupo de fotografia de Alisson, sendo certamente próximo dela. Como costuma fotografar tudo que acha interessante, acaba gerando alguns inconvenientes.
- Ted - Novo namorado de Stephanie, ex-mulher de Carl, sendo este o homem por quem Stephanie abandonou Carl. Aparentemente, Stephanie apenas usa Ted para gerar ciúmes em Carl, ao que Ted, em certo ponto do filme, percebe e abandona Stephanie, que logo recorre a Carl para desabafar e se declarar para ele novamente.
- Mendigo - Aborda Carl na saída da palestra de Terrence Stamp para que este lhe dê uma carona para o Elysian Park, ao que Carl, mesmo relutante, aceita, também motivado por Nick. A partir daí, Carl acaba lhe emprestando seu celular e lhe dá dinheiro, apenas para seu carro empacar logo depois que o tal mendigo vai embora. É logo em seguida disto que Carl conhece Alisson, que lhe dá uma carona.
- Mendigo - Aborda Carl na saída da palestra de Terrence Stamp para este lhe dar uma carona para o Elysian Park, ao que Carl, mesmo relutante, aceita, também motivado por Nick. A partir daí, Carl acaba lhe emprestando seu celular e lhe dá dinheiro, apenas para seu carro empacar logo depois que o tal mendigo vai embora. É logo em seguida disto que Carl conhece Alisson, que lhe dá uma carona.
- Suicida - Homem depressivo que ameaça se jogar da janela de seu apartamento, gerando um tremendo alvoroço na rua, ao que Carl resolve socorrer o sujeito, se aproveitando de suas aulas de canto e violão para cantar e tocar, motivando o tal suicida a recuperar a motivação para a vida. Ele invade o apartamento do indivíduo para tocar violão para ele, ao que Lucy, Soo-Mi, os bombeiros, policiais e demais pessoas na rua o acompanham cantando em coro.
- Multack - Agente federal que aborda Carl e Alisson no aeroporto, ao que ele inicialmente acredita ser uma pegadinha, mas que logo em seguida o leva para um interrogatório, visto que investigou as últimas ações dele, encontrando irregularidades que o incriminam, cabendo a Peter bancar o advogado de Carl e depor a favor dele.
- Tweed - O outro agente federal que juntamente a Multack, aborda Carl e o leva para o interrogatório. Tweed, assim como Multack, é sério e frio, apesar de não ser tão durão quanto seu parceiro no serviço. É a partir deste fato que Alisson começa a desconfiar das intenções de Carl e termina o namoro com ele, passando a evitá-lo.
- Faranoosh - Muçulmana com quem Carl se casa pela Internet para ambos conseguirem dupla nacionalidade e ela ser legalizada na América.

## Elenco
| Personagem | Ator                 |
| ---------- | -------------------- |
| Carl Allen | Jim Carrey           |
| Allison    | Zooey Deschanel      |
| Peter      | Bradley Cooper       |
| Nick       | John Michael Higgins |
| Norman     | Rhys Darby           |
| Rooney     | Danny Masterson      |
| Terence    | Terence Henry Stamp  |
| Lucy Burns | Sasha Alexander      |
| Lee        | Aaron Takahashi      |
| Tillie     | Fionulla Flanagan    |
| Stephanie  | Molly Sims           |
| Janet      | Maile Flanagan       |
| Wes        | Rocky Carroll        |
| Soo-Mi     | Vivian Bang          |
| Reggie     | Jarrad Paul          |
| Ted        | Sean O'Bryan         |
| Mendigo    | Brent Briscoe        |
| Suicida    | Luis Guzmán          |
| Multack    | Spencer Garrett      |
| Tweed      | John Cothran         |
| Faranoosh  | Anna Khaja           |